# Patrice Heaulmé
Pour les articles homonymes, voir Heaulme.
Patrice Heaulmé est un footballeur puis entraîneur français né le 4 avril 1958 à Paris.

## Biographie
Formé au Red Star 93, Patrice Heaulmé signe en 1979 au FC Rouen, en D2, après un bref passage au RC Lens. Il y reste huit saisons, faisant figure pendant les six premières années de titulaire en puissance, en D2 puis en D1, de 1982 à 1985. Non conservé par l'entraîneur, il doit quitter Rouen en 1987, alors que le FCR, qui a entre-temps chuté en 3e division, vient de retrouver sa place en D2. Il retourne alors dans son club formateur, dont il accompagne le retour en D2. Il compte à la fin de sa carrière 95 matchs de D1 et 140 matchs de D2.
En 1990 il part à La Réunion, où il rejoint les rangs de Saint-Pauloise. Laurent Roussey, qu'il a rencontré lors de sa dernière saison à Paris, le rejoint l'année suivante comme entraîneur. En 1993 il revient en métropole pour devenir l'entraîneur de Villemomble Sports. Quand Roussey est recruté par le FC Rouen en 1995, il fait venir Patrice Heaulmé comme adjoint. Le duo reste sur le banc des Diables rouges pendant cinq ans. À l'été 2000, le contrat de Roussey n'est pas prolongé, Heaulmé est nommé logiquement entraîneur. Quelques semaines plus tard, le club est revendu par Gilbert Kadji à René Bertin, qui décide dès la fin du mois d'août de recruter un nouvel entraineur. Heaulmé rejoint l'année suivante le CMS Oissel dont il reste l'entraîneur jusqu'en 2007.